# كالفينية أفريكانية

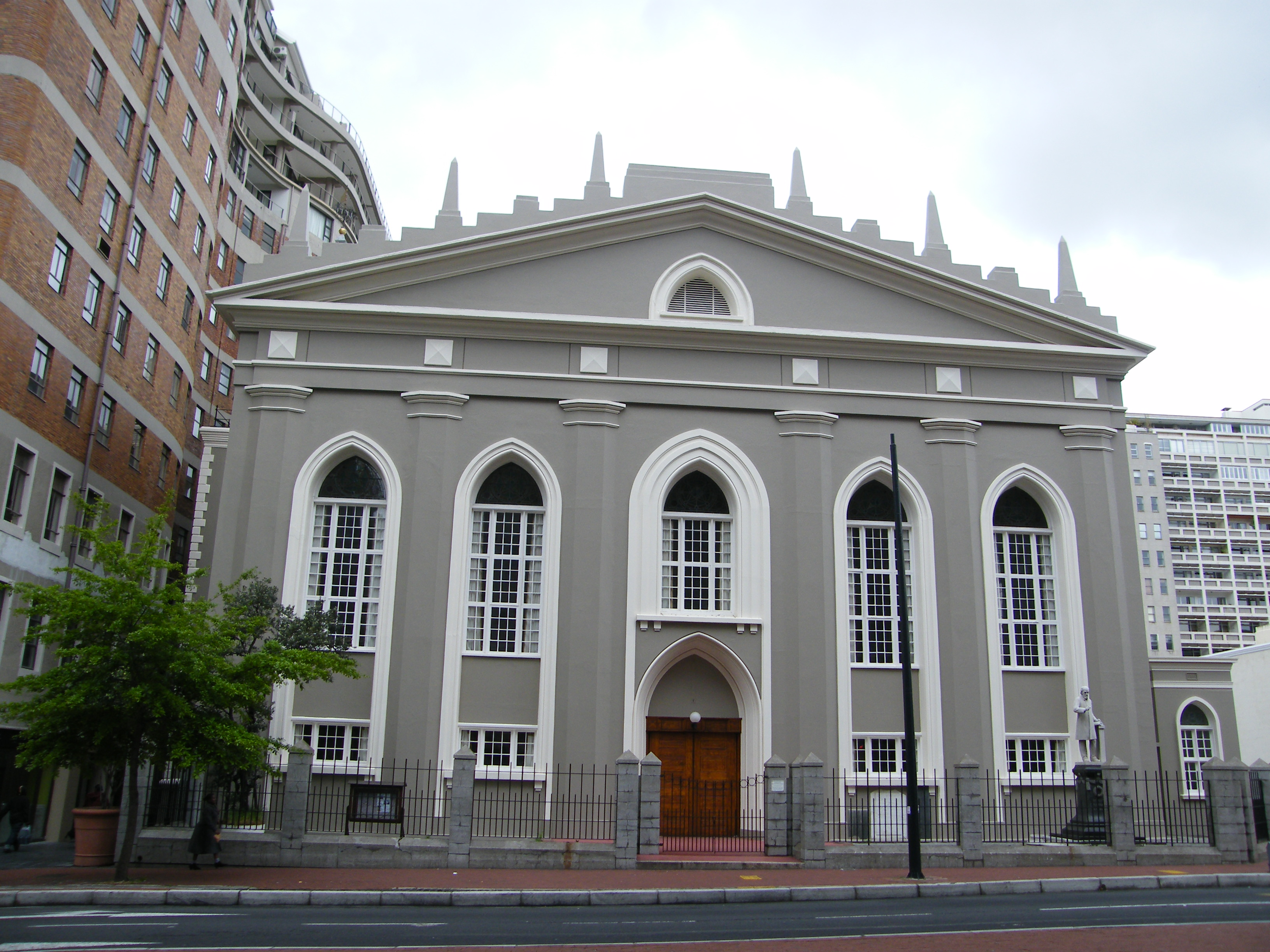
الكنيسة الكالفينية في كيب تاون.

الكالفينية الأفريكانية هي نظرية ثقافية ودينية تطورّت بين الأفريكان وجمعت بين عناصر العقيدة الكالفينية البروتستانتية في القرن السابع عشر مع أيديولوجية "شعب الله المختار"؛ مشابهة لتلك التي يتبناها دعاة الأمة اليهودية. وقد جادلت عدد من الدراسات الحديثة أن هذه الأيديولوجية أدّت إلى تريك العظمى وإلى إخضاع الجماعات العرقية الأخرى في جنوب أفريقيا، وبالتالي وضعت حجر الأساس للقومية الأفريكانية الحديثة والفصل العنصري.
الأفريكان هم الجنوب أفريقيين من أصول هولندية وألمانية وفرنسية الذين أستوطنوا جنوب أفريقيا في عام 1985، كان 92% من الأفريكان أعضاء في الكنائس الكالفينية. وما يزال يتبع الأفريكان الكنيسة الإصلاحيّة الكالفينية ويعتبر الأفريكان من الجماعات المسيحية البيضاء الأكثر تدينًا حيث أنّ 48% منهم مداومين على حضور الأنشطة الدينية في الكنائس. كشف استطلاع على الإنترنت أجري في فبراير 2013 أن أكثر من 30% من الأفريكان يداومون على قراءة ودراسة الكتاب المقدس في المنزل.
يذكر أن عموم الطوائف المسيحية ترفض فكرة تفوق أو الفرق بين شعب وغيره؛ حيث تؤمن المسيحية بمفهوم «شعب الله» لكن دون كلمة «المختار» لكونها لم ترد بشكل صريح في الكتاب المقدس. المسيحيّة تعلّم أن شعب الله قد تحوّل مع المسيح إلى جميع البشر ومن كل الأمم دون فرق بين يهودي وغيره. وتعمل الكنيسة، على إدارته من الناحية الروحية وحفظ معتقداته. يقول البابا بندكت السادس عشر: «من شعوب الأرض كافة، يوجد شعب لا يشبه أي شعب آخر، لا يخضع ذاته لأحد غير الله، وعليه أن يكون مثل الملح في الطعام، ومثل الخميرة في العجين».